# Ópera de Bonn

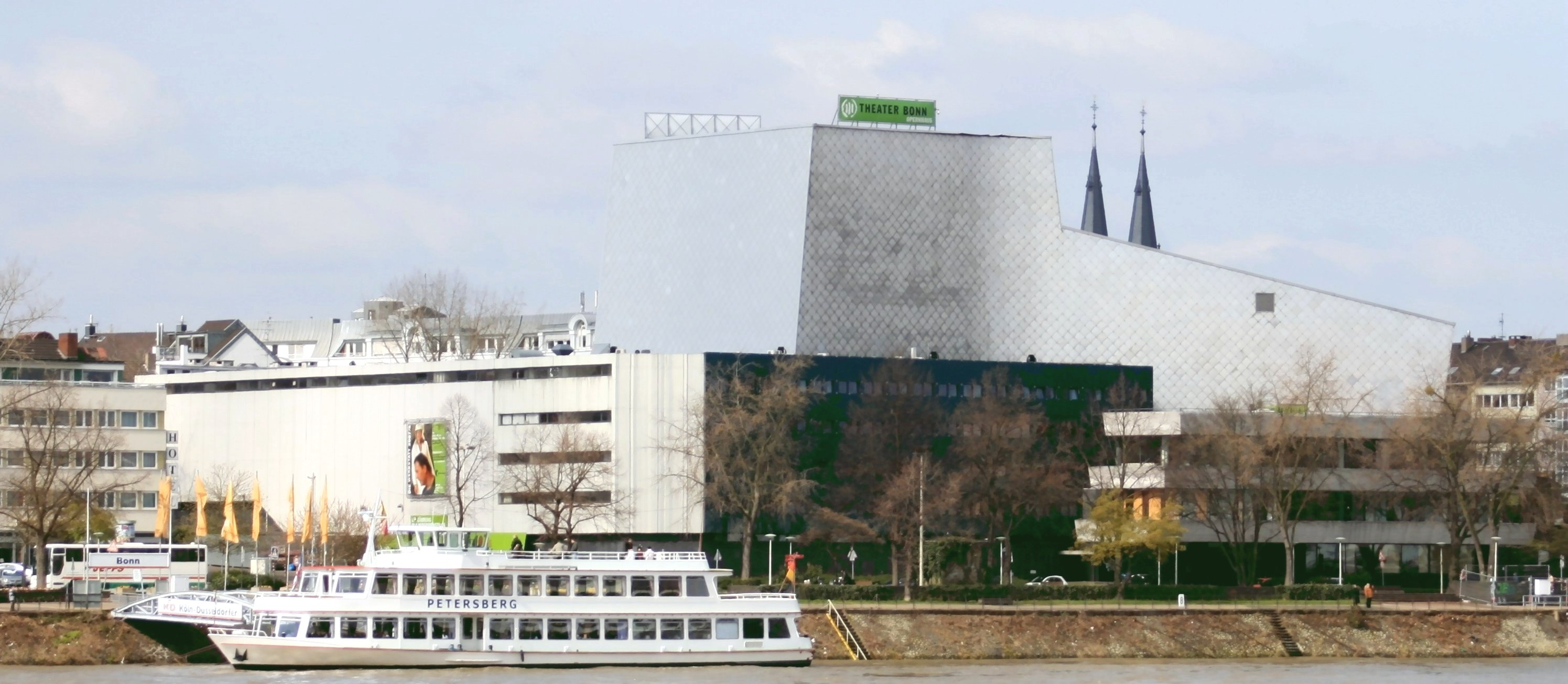
Ópera de Bonn (2008)

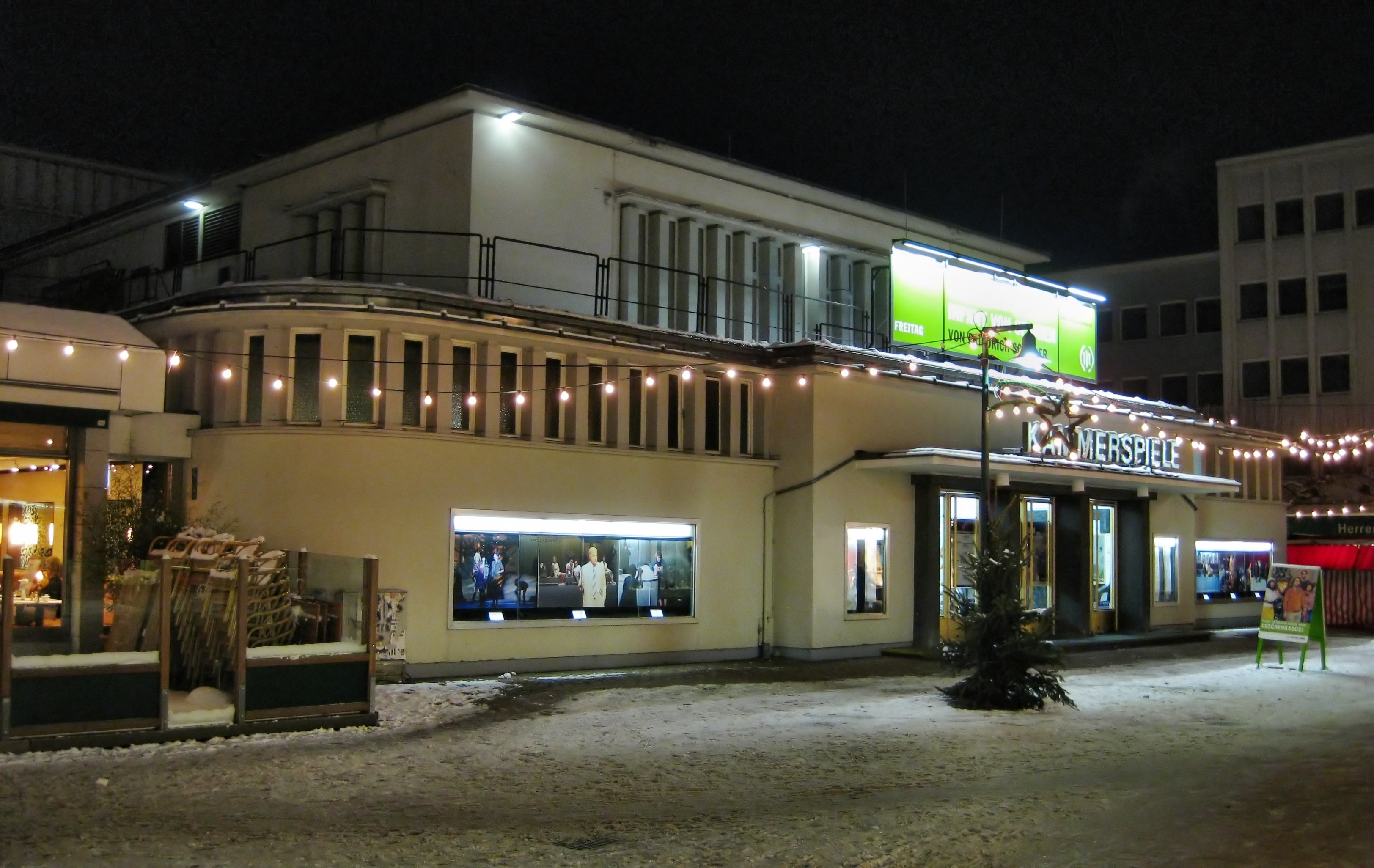
Fotografía del Teatro Kammerspiele en Bonn, una de las sedes del Teatro de Bonn.

Ópera de Bonn (Oper Bonn), alberga la compañía de ópera de la ciudad de Bonn, Alemania y la compañía de ballet y teatro oficial.
Se levanta sobre el río Rin y fue construida en 1965. 
Tiene capacidad para 1037 personas.